# Tristachyideae
Zeugiteae, tribus trava u potporodici Panicoideae. Postoje osam priznatih rodova.

## Rodovi
1. Danthoniopsis Stapf
2. Dilophotriche (C. E. Hubb.) Jacq.-Fél.
3. Gilgiochloa Pilg.
4. Loudetia Hochst. ex Steud.
5. Loudetiopsis Conert
6. Trichopteryx Nees
7. Tristachya Nees
8. Zonotriche (C. E. Hubb.) J. B. Phipps